# Alaor Prata
Alaor Prata Leme Soares, ou Alaor Prata Soares segundo algumas fontes (Uberaba, 17 de junho de 1882 — Rio de Janeiro, 19 de setembro de 1964), foi um engenheiro, político e polemista brasileiro, filho do Major Melânio Feliciano Soares e de sua mulher, Mathilde Prata Soares. Estudou no Colégio Uberabense e no Instituto Zootécnico de Uberaba. Cursou a Escola Politécnica de São Paulo, de cujo Grêmio Estudantil foi presidente em 1905, graduando-se engenheiro geógrafo e civil em 1906. Militou na imprensa, dirigindo os jornais O Triângulo e a Gazeta de Uberaba, atuando ainda no Lavoura e Comércio, também de Uberaba. Foi engenheiro da Estrada de Ferro Mogiana, responsável pelo ramal Monte Alegre – Socorro. Participou ativamente da história da introdução do gado zebu no Brasil, protagonizada por criadores do Triângulo Mineiro, tendo ido à Índia realizar seleção de espécimes a serem importados, com o incentivo do governo de Minas Gerais. Foi filiado ao Partido Republicano Mineiro, iniciando a sua vida pública como vereador pelo distrito de São Miguel do Veríssimo (hoje correspondente à cidade de Veríssimo), em 1 de janeiro de 1908, tendo integrado, naquela gestão, a Comissão de Obras Públicas. Atuou na Câmara até 21 de janeiro de 1909, data em que renunciou ao mandato. [carece de fontes?]Naquele mesmo ano elegeu-se deputado à Câmara Federal como representante de Minas, exercendo mandatos nos períodos de 3 de maio de 1909 à 15 de novembro de 1922, e 3 de maio de 1927 a 23 de outubro de 1930. Afastou-se da Câmara Federal, para exercer o cargo de prefeito do então Distrito Federal, no período de 15 de janeiro de 1922 à 15 de novembro de 1926, nomeado pelo então presidente da República, Artur Bernardes.
Foi Secretário Estadual da Agricultura, Viação e Obras Públicas de Minas Gerais, no governo de Olegário Maciel, entre 7 de setembro e 26 de novembro de 1930. Além das produções para a imprensa local e nacional, Prata publicou Questões Pecuárias, em 1919, uma pequena obra em defesa do zebu, que vinha sendo muito combatido, naquele período, em todo o País; Caso de telefones: mensagem do Prefeito do Distrito Federal, 1923-1926; Cartas Anônimas. Ao tempo da Ditadura, Rio de Janeiro, sob o pseudônimo Erastro. Em 1958 publicou Recordações de Vida Pública, um relato sobre as condições em que ele e seu antecessor, Carlos Sampaio, exerceram o cargo de Prefeito do então Distrito Federal, polemizando com este último. Foi presidente do Fluminense Football Club, de 1936 a 1940. Assinou, em outubro de 1943, o Manifesto dos Mineiros, documento que defendia a redemocratização do Brasil, ao tempo da ditadura de Getúlio Vargas. Afastando-se da vida pública, dedicou-se à indústria têxtil, no Rio de Janeiro.